# ラントリサント鉄道事故
ラントリサント鉄道事故（ラントリサントてつどうじこ）とは1893年8月12日に発生した鉄道事故である。

## 事故の経過
旅客列車を牽引中の機関車がマーサー・ティドビル - カーディフ間の下り坂を走行中、機関車の下方でTリンクが破損した。これにより下受け式ばねが機関車から外れ、牽引している車両の車輪を支障し全車両を脱線させた。前方の6両の客車が築堤を落下し13人が死亡した。